# Еврипил (царь Коса)
Еврипил (царь Коса), др.-греч. Εὐρύπυλος. Персонаж древнегреческой мифологии. Сын Посейдона и Астипалеи (по другим, сын Посейдона и Местры, похищенной из Коринфа; либо сын Посейдона и плеяды Келено). Царь Коса. Отец Халкиопы. Убит Гераклом. Уже в «Илиаде» упоминается «Эврипилов Коос». Согласно Ферекиду, Геракл перебил сыновей Еврипила.